# Palácio de Cristal (Petrópolis)
O Palácio de Cristal situa-se na cidade de Petrópolis, no estado do Rio de Janeiro. Inaugurado em 1884, o palácio foi inicialmente construído para abrigar exposições agrícolas, mas abriga hoje exposições e eventos.

## Histórico inicial
A estrutura pré-montada foi encomendada pelo Conde d'Eu, sendo construída nas oficinas da Société Anonyme de Saint-Sauveur, na cidade de Arras, na França. A estrutura é inspirada no Palácio de Cristal de Londres, e do Palácio de Cristal do Porto.
A intenção do Conde era presentear a Princesa Isabel, para que ela pudesse cultivar suas hortaliças.
Em 1938, o Palácio foi coberto por folhas-de-flandres e tijolos para abrigar o Museu Histórico de Petrópolis, que mais tarde seria transferido para onde hoje funciona o Museu Imperial de Petrópolis.

## Proposta de demolição e ações de preservação
Sob a influência da construção do complexo esportivo do Estádio do Maracanã, na cidade do Rio de Janeiro, no início da década de 1960 a Prefeitura de Petrópolis, durante o governo do prefeito Nelson de Sá Earp, surgiram propostas para demolição o palácio e construção de um complexo esportivo municipal no terreno.
Contra a proposta de demolição formou-se movimento de historiadores e preservacionistas que conseguiram salvar o Palácio quase no último momento, quando tratores e operários já se movimentavam para realizar a destruição do monumento. Contra a demolição destacou-se o historiador Guilherme Auler. O palácio e a sua praça, a 1º de setembro de 1960, receberam proteção histórica provisória pelo Conselho de Patrimônio Histórico e Artístico Nacional, pela notificação nº 833, tombando historicamente o Palácio de Cristal e seu entorno. Porém, no que era o jardim do Palácio, já havia sido construída uma quadra poliesportiva, que só iria ser destruída na década de 1970 para recompor os jardins originais.
Em 1967, o palácio teve o tombamento histórico em definitivo pelo Instituto do Patrimônio Histórico e Artístico Nacional, mas ele continuou coberto. Paredes similares às originais foram colocadas no ano da comemoração do centenário do palácio, em 1984.

## Momento Recente
O Palácio de Cristal é utilizado para exposições e eventos, como a Bauernfest, festa anual em homenagem aos colonos alemães de Petrópolis.
Hoje as paredes de palácio são cobertas de vidros cristalizados, e como já visto acima funciona para eventos históricos.
Em 2018, o Palácio de Cristal obteve o Registro de Museu pelo Instituto Brasileiro de Museus.